# Makau
Makau lub Makao (chiń. trad. 澳門, chiń. upr. 澳门, kant. jyutping Ou3 mun4 wym. [ʔōu mǔːn], mand. pinyin Àomén wym. [ɑ̂ʊ̯mə̌n]), oficjalnie Specjalny Region Administracyjny Makau (chiń. upr. 澳门特别行政区; chiń. trad. 澳門特別行政區; pinyin Àomén Tèbié Xíngzhèngqū; jyutping Ou3 mun4 Dak6 bit6 Hang4 zing3 keoi1; port. Região Administrativa Especial de Macau) – jeden z dwóch specjalnych regionów administracyjnych Chińskiej Republiki Ludowej (drugim regionem jest Hongkong), znajdujący się na wschodnim wybrzeżu Chin. Makau leży po zachodniej stronie estuarium Rzeki Perłowej, graniczy od północy z prowincją Guangdong, natomiast od południa i wschodu otoczone jest wodami Morza Południowochińskiego. Gospodarka opiera się głównie na turystyce i hazardzie, jednak prężnie rozwijają się także niektóre gałęzie przemysłu, m.in. przemysł odzieżowy, elektroniczny, zabawkarski. Makau zalicza się do najbogatszych regionów na świecie.
Makau było pierwszą i najdłużej istniejącą europejską kolonią na terenie Chin. Początki kolonii sięgają XVI wieku, kiedy w Makau osiedlili się pierwsi portugalscy kupcy. Obszar ten był zarządzany przez Portugalczyków aż do przekazania go Chinom 20 grudnia 1999 roku i nadania mu statusu specjalnego regionu administracyjnego. Wspólna deklaracja chińsko-portugalska oraz Ustawa zasadnicza Makau stanowią, że jednostka administracyjna może funkcjonować z dużą autonomią co najmniej do 2049, a więc do upłynięcia 50-letniego okresu od momentu przekazania.
Zgodnie z polityką „jeden kraj, dwa systemy”, rząd ChRL odpowiada za obronę terytorium Makau i sprawy zagraniczne, na terytorium SRA od 1999 roku stacjonuje garnizon Chińskiej Armii Ludowo-Wyzwoleńczej. Makau posiada natomiast odrębny system prawny, administracyjny, gospodarczy i monetarny, prowadzi osobną politykę celną i imigracyjną, utrzymuje własną policję oraz samodzielnie wyznacza delegatów na międzynarodowe wydarzenia i do organizacji międzynarodowych.

## Etymologia
Przed rozpoczęciem portugalskiego osadnictwa w XVI w. Makau było znane pod wieloma nazwami: Haojing (蠔鏡), Jinghai (镜海), Haojiang (濠江), Haijing (海镜), Jinghu (镜镜), Haojing’ao (蠔镜澳) oraz Majiao (馬交). Obecna chińska nazwa Aomen (澳門; dosł. „Bramy Zatoki”) pojawiła się w źródłach historycznych po raz pierwszy w 1564 roku.
Prawdopodobnie określenie Makau pochodzi od nazwy świątyni A-Ma, którą wzniesiono w 1448 roku ku czci bogini Mazu – patronki rybaków i żeglarzy. Istnieją podania mówiące o tym, że kiedy portugalscy żeglarze wylądowali na brzegu, niedaleko świątyni i zapytali tubylców o nazwę tego miejsca, usłyszeli odpowiedź „媽閣” (pinyin Mā gé; jyutping Maa1 gok3). Najstarszym zachowanym źródłem, w którym pojawia się nazwa Makau jest list z 1555 roku.

## Historia

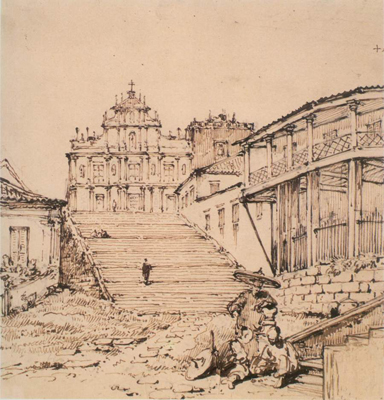
Katedra św. Pawła, rysunek autorstwa George’a Chinnery’ego (1774–1852). Budynek wzniesiono w 1602 roku, jednak w 1835 roku został zniszczony w pożarze. Do dziś zachowała się jedynie południowa, kamienna fasada

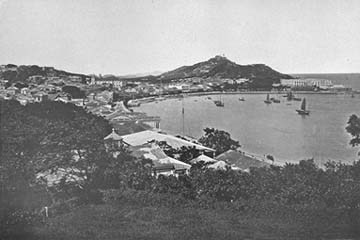
Makau, ok. 1870 roku

Historia Makau sięga okresu panowania dynastii Qin (221–206 p.n.e.), kiedy tereny dzisiejszego specjalnego regionu administracyjnego przeszły pod jurysdykcję powiatu Panyu, w prefekturze Nanhai. Za rządów dynastii Jin (265–420) Makau wchodziło w skład prefektury Dongguan, za rządów dynastii Sui (581–618) było częścią powiatu Nanhai, a w epoce Tang (618–907) zostało włączone do powiatu Dongguan. W 1152 roku, w czasie panowania południowej dynastii Song, Makau zostało włączone do nowo utworzonego powiatu Xiangshan w prowincji Guangdong, który powstał z połączenia powiatów Nanhai, Panyu, Xinhui i Dongguan.
Pierwszymi odnotowanymi mieszkańcami tego regionu byli ludzie poszukujący w Makau schronienia przed inwazją Mongołów w czasie rządów południowej dynastii Song. Podczas sprawowania władzy przez dynastię Ming (1368–1644 n.e.) miała miejsce migracja rybaków do Makau z prowincji Guangdong i Fujian.
Makau było mało znaczącą osadą, aż do przybycia Portugalczyków w XVI w. W 1535 roku portugalscy kupcy otrzymali prawo do kotwiczenia swoich statków w portach Makau i prowadzenia na nich działalności handlowej, jednakże nie mogli schodzić na ląd. Około 1553 roku uzyskali tymczasowe zezwolenie na budowanie magazynów na wybrzeżu, by suszyć towary zalane wodą morską; wkrótce potem zaczęli wznosić prymitywne kamienne domy w części miasta zwanej obecnie Nam Van. W 1557 roku Portugalczycy założyli w Makau stałą osadę. Opłata za dzierżawę tego terenu wynosiła rocznie 500 taeli srebra.
W 1576 roku papież Grzegorz XIII ustanowił rzymskokatolicką diecezję Makau. Wraz ze wzrostem osadnictwa portugalskiego, dla którego magnesem był zyskowny handel, Portugalczycy zaczęli domagać się samorządu. W 1583 roku zezwolono Portugalczykom na założenie senatu, który jednak pozostawał pod ścisłym nadzorem Chin i którego kompetencje ograniczały się spraw społecznych i gospodarczych. Powstanie senatu nie oznaczało suwerenności. Makau rozwijało się jako port, co w XVII w. skłoniło Holendrów do zaciekłych, choć nieudanych prób jego przejęcia.
Po wojnach opiumowych Portugalia zajęła wyspy Taipa i Coloane odpowiednio w 1851 i 1864 roku. 1 grudnia 1887 roku został podpisany chińsko-portugalski układ, w ramach którego Chiny przekazały swoje prawa do „wieczystego posiadania i rządu w Makau” Portugalii. W zamian, rząd Makau miał współpracować z Hongkongiem przy przemycaniu indyjskiego opium, a Chiny otrzymały możliwość zwiększenia swoich zysków poprzez nakładanie ceł. Portugalia zobowiązała się również nie wyzbywać się nigdy Makau bez uprzedniego porozumienia z Chinami. Oznaczało to zablokowanie negocjacji pomiędzy Portugalią i Francją (w sprawie ewentualnej wymiany Makau i Gwinei na Kongo Francuskie) lub innymi krajami i ochronę brytyjskich interesów handlowych; Makau stało się oficjalnie kolonią portugalską.
W 1928 roku, po rewolucji Xinhai i obaleniu rządów dynastii Qing, rząd Kuomintangu (KMT) oficjalnie poinformował Portugalię, że nastąpiło unieważnienie dawnego układu, jednak w jego miejsce podpisano nowy Chińsko-portugalski traktat o przyjaźni i handlu. Wprowadzono kilka nowych regulacji dotyczących taryf celnych i biznesu, lecz traktat nie zmieniał niczego w sprawie suwerenności Makau ani portugalskiego zwierzchnictwa nad Makau.
W trakcie II wojny światowej, oddziały japońskie w przeciwieństwie do okupowanego od 1942 roku Timoru Portugalskiego początkowo respektowały neutralność Makau. Po zajęciu Hongkongu i Guangzhouwan przez Armię Cesarską, Makau przeżyło rozkwit gospodarczy, jako jedyny neutralny port w Chinach. We wrześniu 1943 roku Japończycy zaproponowali instalację swoich „doradców”, którzy mieli być alternatywą okupacji wojskowej. Makau zostało wtedy japońskim protektoratem i pozostało nim do sierpnia 1945 roku.
Po utworzeniu Chińskiej Republiki Ludowej w 1949 roku rząd w Pekinie oświadczył, że traktat jest traktatem nierównoprawnym i jest nieważny. Pekin nie był jednak gotowy do rozstrzygnięcia kwestii traktatu i utrzymywał status quo aż do „bardziej odpowiedniego czasu”.
Pod wpływem rewolucji kulturalnej w Chinach i ogólnego niezadowolenia z portugalskich rządów w 1966 roku w Makau wybuchły zamieszki. 3 grudnia 1966 roku w najpoważniejszym starciu, zwanym incydentem 12-3 zginęło 6 osób, a ponad 200 zostało rannych. 29 stycznia 1967 roku portugalskie władze wystosowały oficjalne przeprosiny.
Wkrótce po obaleniu dyktatury w 1974 roku w Lizbonie, nowy rząd portugalski zadecydował, że zrzeknie się wszystkich terytoriów zamorskich. W 1976 przemianowano Makau na „chińskie terytorium pod rządami portugalskimi” i przyznano dużą autonomię w zakresie administracji, finansów i gospodarki. Trzy lata później Chiny i Portugalia wspólnie uznały Makau za „chińskie terytorium pod (tymczasowymi) rządami portugalskimi”. Rządy obu państw rozpoczęły negocjacje w kwestii Makau w czerwcu 1986 roku. 13 kwietnia 1987 roku w Pekinie podpisano deklarację, która czyniła z Makau specjalny region administracyjny Chińskiej Republiki Ludowej. Rząd chiński przejął formalne zwierzchnictwo nad Makau 20 grudnia 1999 roku.

## Ustrój polityczny

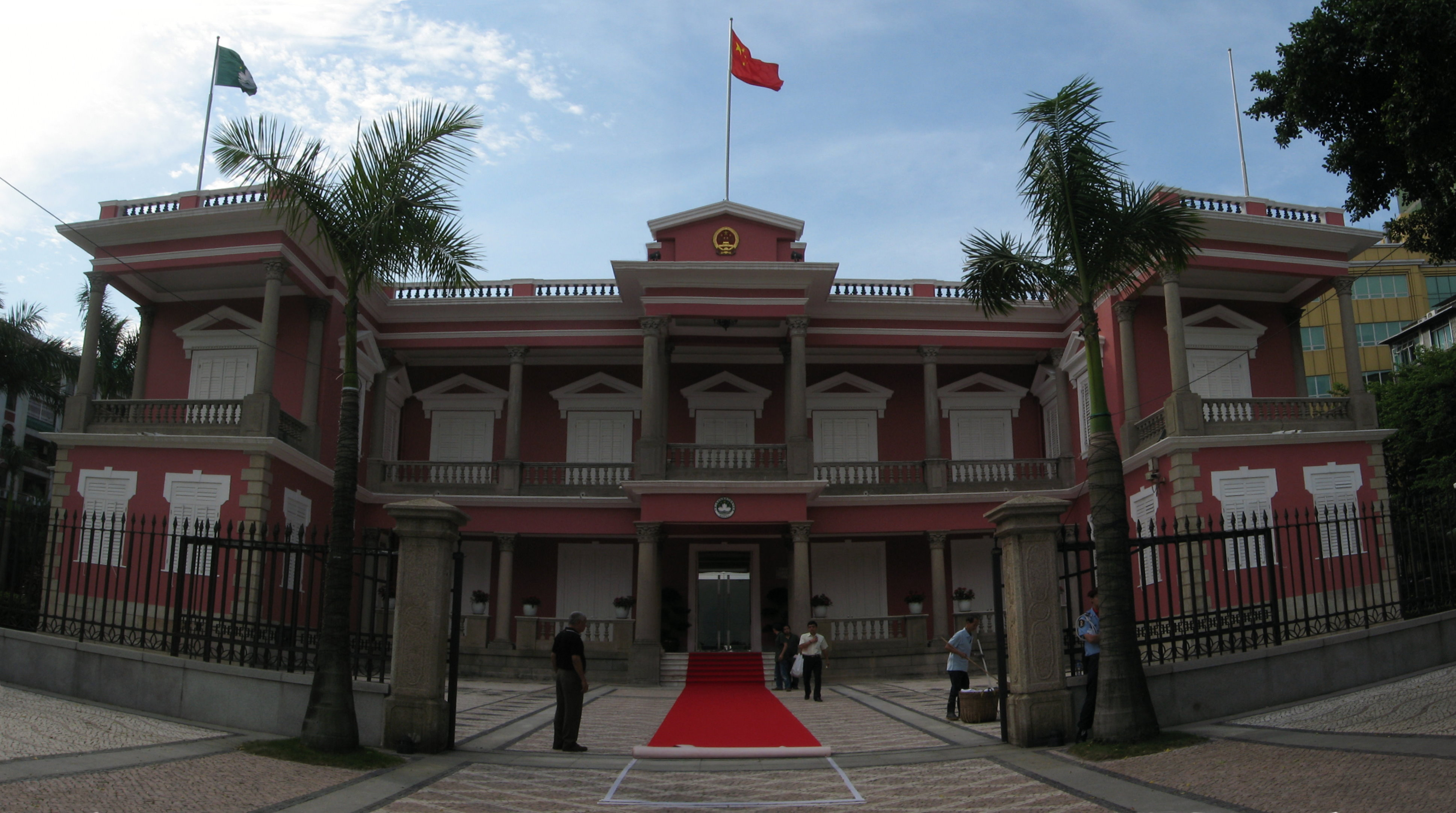
Siedziba rządu Makau

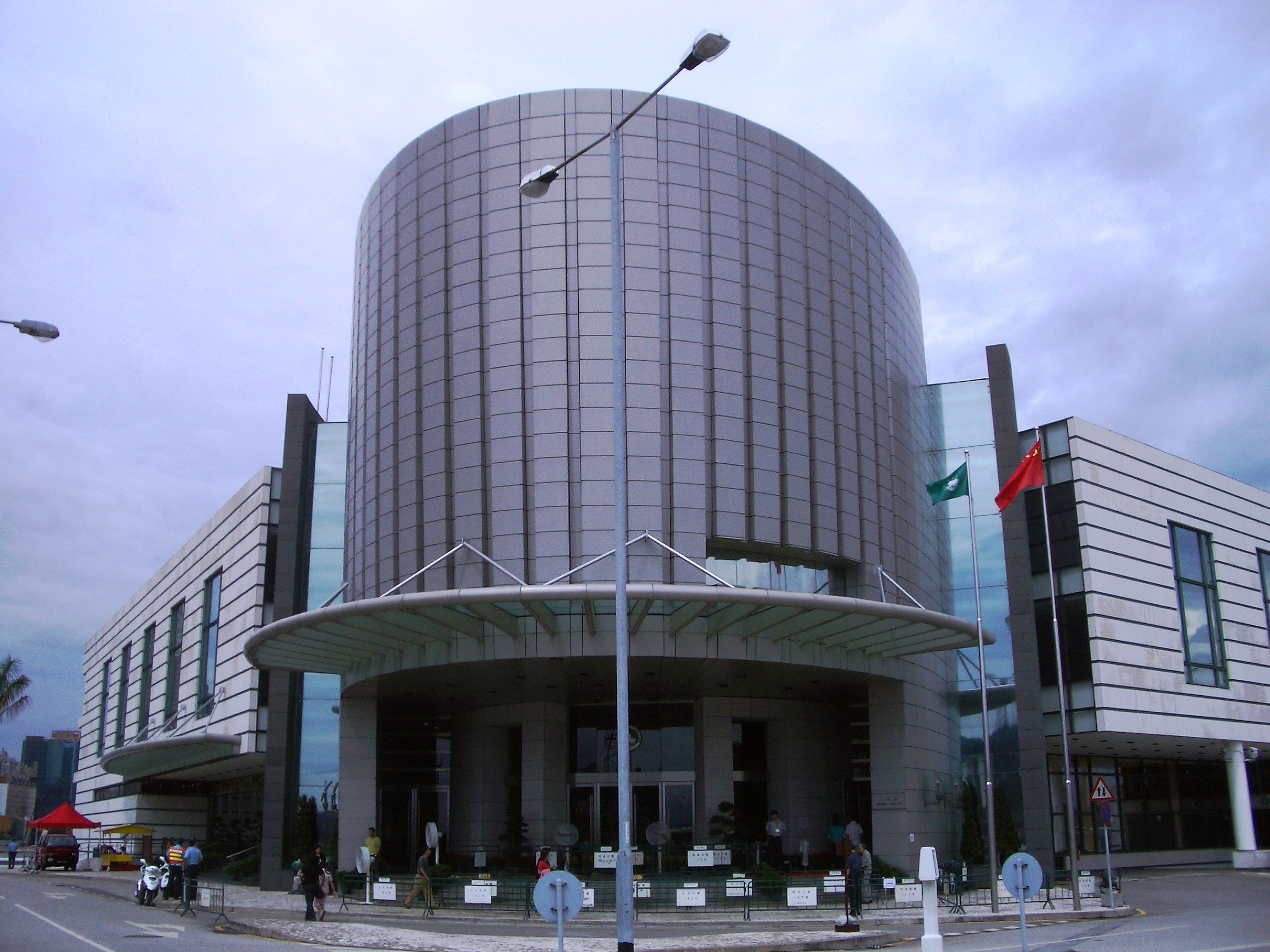
Budynek Zgromadzenia Ustawodawczego Makau

Wspólna deklaracja chińsko-portugalska oraz Ustawa zasadnicza, czyli konstytucja Makau ogłoszona w 1993 roku przez Ogólnochińskie Zgromadzenie Przedstawicieli Ludowych, określają, że system społeczny i gospodarczy, a także prawa i swobody Makau mają się nie zmienić przez co najmniej 50 lat od momentu przekazania terytorium pod chińską administrację w 1999 roku. Zgodnie z zasadą „jeden kraj, dwa systemy”, Makau cieszy się dużą autonomią we wszystkich dziedzinach z wyjątkiem obrony i spraw zagranicznych. Decydenci w Makau, w przeciwieństwie do decydentów w Chińskiej Republice Ludowej, w zarządzaniu terytorium przestrzegają zasady trójpodziału władzy na władzę ustawodawczą, wykonawczą i sądowniczą, jak również, w przypadku kwestii spornych, prawa do ich ostatecznego rozstrzygnięcia przez Sąd Najwyższy. Makau utrzymuje własną, odrębną walutę, obszar celny, kontrolę graniczną i imigracyjną, a także policję.
Na czele rządu Makau stoi szef administracji powoływany przez rząd centralny z rekomendacji komitetu wyborczego, którego trzystu członków mianowanych jest przez organizacje społeczne. Rekomendację nadaje się poprzez wybory wewnątrz komitetu. W skład gabinetu szefa administracji wchodzi pięciu sekretarzy; gabinet wspomagany jest przez Radę Wykonawczą, w której zasiada od siedmiu do jedenastu członków. Obecnie szefem administracji jest Fernando Chui, który został wybrany na stanowisko 26 lipca 2009 roku i przejął urząd po kończącym drugą kadencję Edmundzie Ho. Biura szefa administracji i sekretarzy mieszczą się w siedzibie rządu Makau położonej w dzielnicy Freguesia de São Lourenço.
Organem ustawodawczym Makau jest Zgromadzenie Ustawodawcze, w skład którego wchodzi 29 członków (12 wybieranych w wyborach powszechnych, 10 w wyborach pośrednich i siedmiu mianowanych przez szefa administracji). Do głosowania w wyborach bezpośrednich uprawnieni są wszyscy mieszkańcy, którzy mają stały pobyt w Makau oraz ukończyli 18. rok życia. W wyborach pośrednich głosują organizacje zarejestrowane jako „organizacje wyborcze” oraz trzystuosobowy komitet wyborczy. Oryginalna struktura systemu prawnego opierająca się w dużej mierze na prawie portugalskim i portugalskim systemie prawa cywilnego nie została zmieniona po 1999 roku. Terytorium posiada własny system sądowniczy z Sądem Najwyższym. Sędziowie są wybierani przez komitet i szefa administracji. W sądach mogą pracować także zagraniczni sędziowie.
System sądowniczy w Makau jest trójstopniowy, dzieli się na Sąd Pierwszej Instancji, Sąd Drugiej Instancji i Sąd Najwyższy. W lutym 2009 roku Zgromadzenie Ustawodawcze uchwaliło projekt ustawy o bezpieczeństwie oparty na przepisach dotyczących bezpieczeństwa, które uprzednio wprowadzono w Hongkongu i z których później się wycofano. Zwolennicy demokracji wyrażali obawy, że nadmierne prerogatywy, które nadawał projekt ustawy, mogą doprowadzić do nadużyć. Obawy te wzmogły się, kiedy kilku prominentnym działaczom na rzecz demokracji z Hongkongu odmówiono prawa wjazdu do Makau w okresie bezpośrednio poprzedzającym uchwalenie projektu.

## Geografia

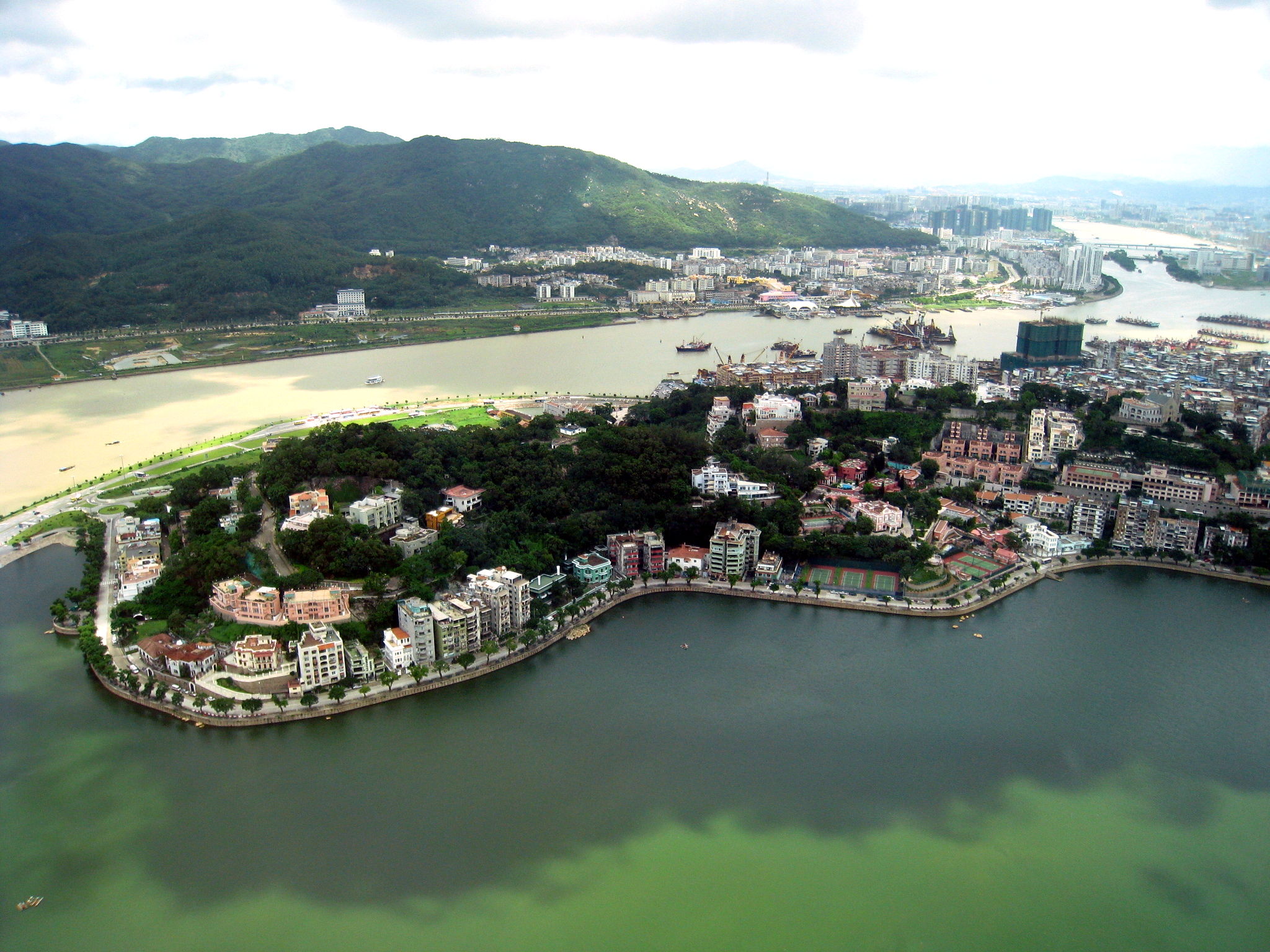
Wzgórze Penha

Makau jest położone 60 km na południowy zachód od Hongkongu i 145 km na południe od Kantonu. Terytorium specjalnego regionu administracyjnego obejmuje półwysep Makau (pow. 9,3 km²) oraz wyspy Taipa (6,33 km²) i Coloane (8,07 km²) połączone ze sobą obszarem Cotai, który powstał w wyniku prac osuszeniowych. Półwysep jest otoczony przez wody estuarium Rzeki Perłowej na wschodzie oraz odnogę rzekę Xi na zachodzie. Na północy graniczy ze specjalną strefą ekonomiczną Zhuhai w Chinach. Główne przejście graniczne pomiędzy Makau a Chinami znane jest po stronie Makau jako Portas do Cerco, natomiast po stronie Zhuhai jako port Gongbei (chiń. 拱北口岸; pinyin Gǒngběi Kǒu’àn).
Półwysep Makau był pierwotnie wyspą, lecz mielizna łącząca ją z kontynentem stopniowo przekształciła się w przesmyk i przekształciła wyspę w półwysep. Osuszanie lądu uczyniło z Makau obszar, na którym przeważają płaskie tereny. Wzgórza zajmują ok. 20% powierzchni całkowitej specjalnego regionu administracyjnego. Najwyższym wzniesieniem jest Alto de Coloane na wyspie Coloane osiągające wysokość 170,6 m n.p.m. W niektórych miejscach występują silnie zdenudowane tarasy. Duża urbanizacja przyczyniła się do braku gruntów ornych, pastwisk czy lasów.

### Klimat
Makau leży w strefie wilgotnego klimatu podzwrotnikowego, gdzie średnia wilgotność wynosi od 75% do 90%. Występują sezonowe zmiany klimatu wywołane monsunami i widoczne różnice w temperaturze pomiędzy latem a zimą. Średnia temperatura roczna w Makau wynosi +22,3 °C. Najcieplejszym miesiącem jest lipiec, ze średnią temperaturą +28,6 °C, natomiast najzimniejszym miesiącem jest styczeń, ze średnią temperaturą +14,5 °C.
Usytuowane w nadmorskim regionie południowej części Chin, Makau charakteryzuje się obfitymi deszczami, ze średnią sumą opadów wynoszącą powyżej 2000 milimetrów. Jesień w Makau trwa od października do grudnia, jest wtedy ciepło i słonecznie, a wilgotność powietrza jest niska. Zima (od stycznia do marca) jest najczęściej sucha, ze względu na monsuny nad kontynentem azjatyckim, stosunkowo chłodna, ale słoneczna. Wilgotność zaczyna wzrastać wiosną, od kwietnia do czerwca, i w okresie letnim od lipca do września. Klimat staje się wtedy gorący i wilgotny z częstymi opadami deszczu i sporadycznymi tajfunami.
| Miesiąc                                                        | Sty   | Lut  | Mar  | Kwi   | Maj   | Cze   | Lip   | Sie   | Wrz   | Paź   | Lis   | Gru   | Roczna |
| -------------------------------------------------------------- | ----- | ---- | ---- | ----- | ----- | ----- | ----- | ----- | ----- | ----- | ----- | ----- | ------ |
| Średnie temperatury w dzień [°C]                               | 17,7  | 17,7 | 20,7 | 24,5  | 28,1  | 30,3  | 31,5  | 31,2  | 30    | 27,4  | 23,4  | 19,6  | 25,2   |
| Średnie temperatury w nocy [°C]                                | 12,2  | 13,1 | 16,2 | 20,2  | 23,5  | 25,7  | 26,3  | 26    | 24,9  | 22,3  | 17,8  | 13,8  | 20,2   |
| Opady [mm]                                                     | 32,4  | 58,8 | 82,5 | 217,4 | 361,9 | 339,7 | 289,8 | 351,6 | 194,1 | 116,9 | 42,6  | 35,2  | 2122,9 |
| Wilgotność [%]                                                 | 74.3  | 80.6 | 84.9 | 86.2  | 85.6  | 84.4  | 82.2  | 82.5  | 79    | 73.4  | 69.3  | 68.8  | 79,3   |
| Średnie usłonecznienie [h]                                     | 132.4 | 81.8 | 75.9 | 87.8  | 138.4 | 168.2 | 226.2 | 194.7 | 182.2 | 195   | 177.6 | 167.6 | 1828   |
| Źródło: Macao Meteorological and Geophysical Bureau 2011-08-09 |       |      |      |       |       |       |       |       |       |       |       |       |        |

## Podział administracyjny

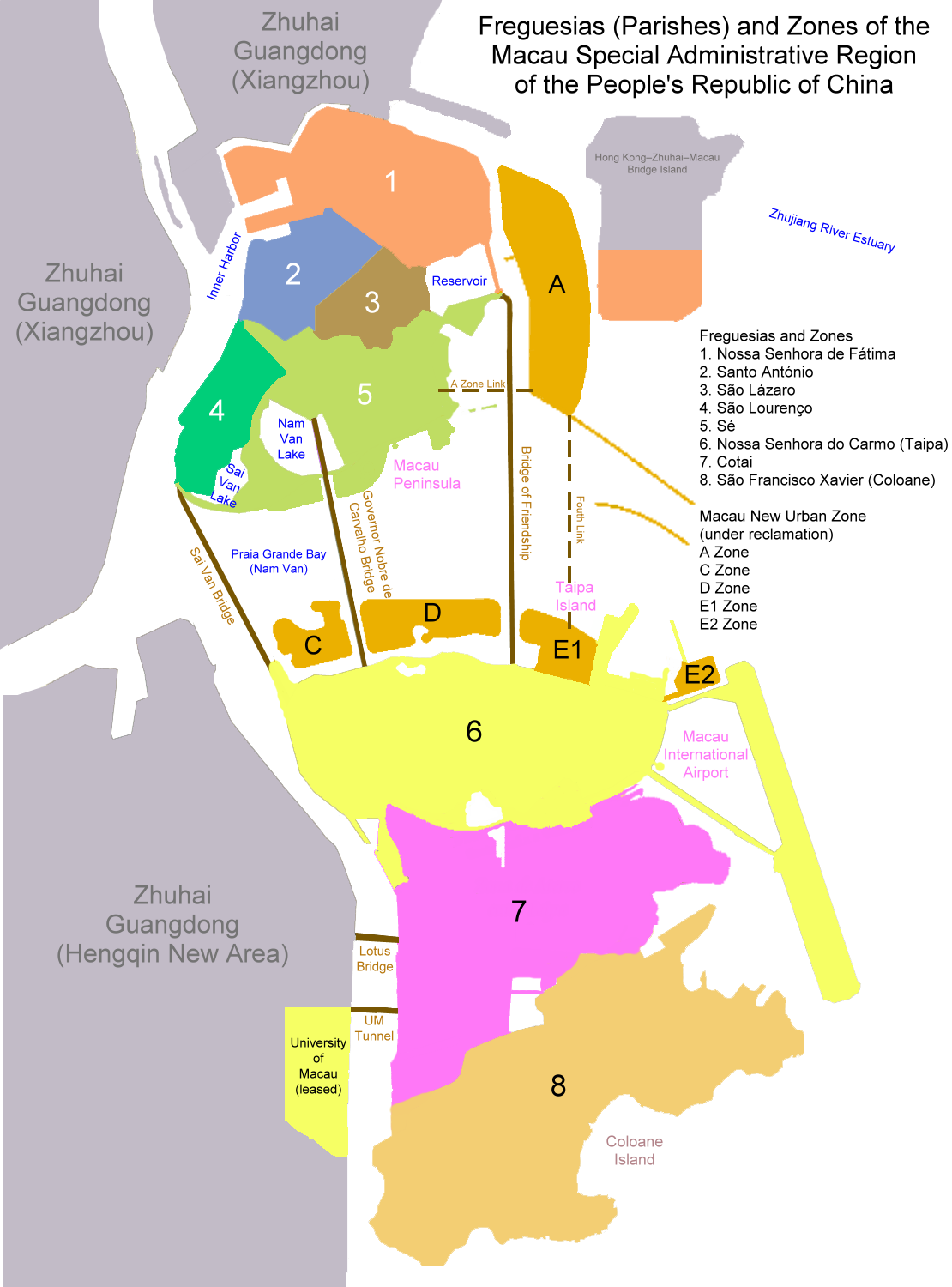
Podział Makau na gminy (municípios) i dzielnice (freguesias). Gminy zostały zlikwidowane 1 stycznia 2002

Makau podzielone jest na 7 dzielnic (freguesias), odpowiadających dawnym parafiom. Sztucznie stworzony region Cotai nie został do tej pory przypisany do żadnej z dzielnic ani nie wydzielono na jego obszarze nowej.
| Nazwa portugalska                    | Nazwa chińska                       | Mapa |
| ------------------------------------ | ----------------------------------- | ---- |
| Freguesia de Nossa Senhora de Fátima | 花地瑪堂區 (Huādìmǎ tángqū)         |      |
| Freguesia de Santo António           | 聖安多尼堂區 (Shèng’ānduōní tángqū) |      |
| Freguesia de São Lázaro              | 望德堂區 (Wàngdé tángqū)            |      |
| Freguesia da Sé                      | 大堂區 (Dà tángqū)                  |      |
| Freguesia de São Lourenço            | 風順堂區 (Fēngshùn tángqū)          |      |
| Freguesia de Nossa Senhora do Carmo  | 嘉模堂區 (Jiāmú tángqū)             |      |
| Freguesia de São Francisco Xavier    | 聖方濟各堂區 (Shèngfāngjìgè tángqū) |      |

Dawniej Makau posiadało także dwie jednostki administracyjne wyższego rzędu, noszące nazwę gmin (municípios): Concelho de Macau
(澳門市) i Concelho das Ilhas (海島市). Zostały one zlikwidowane z dniem 1 stycznia 2002 roku.

## Demografia

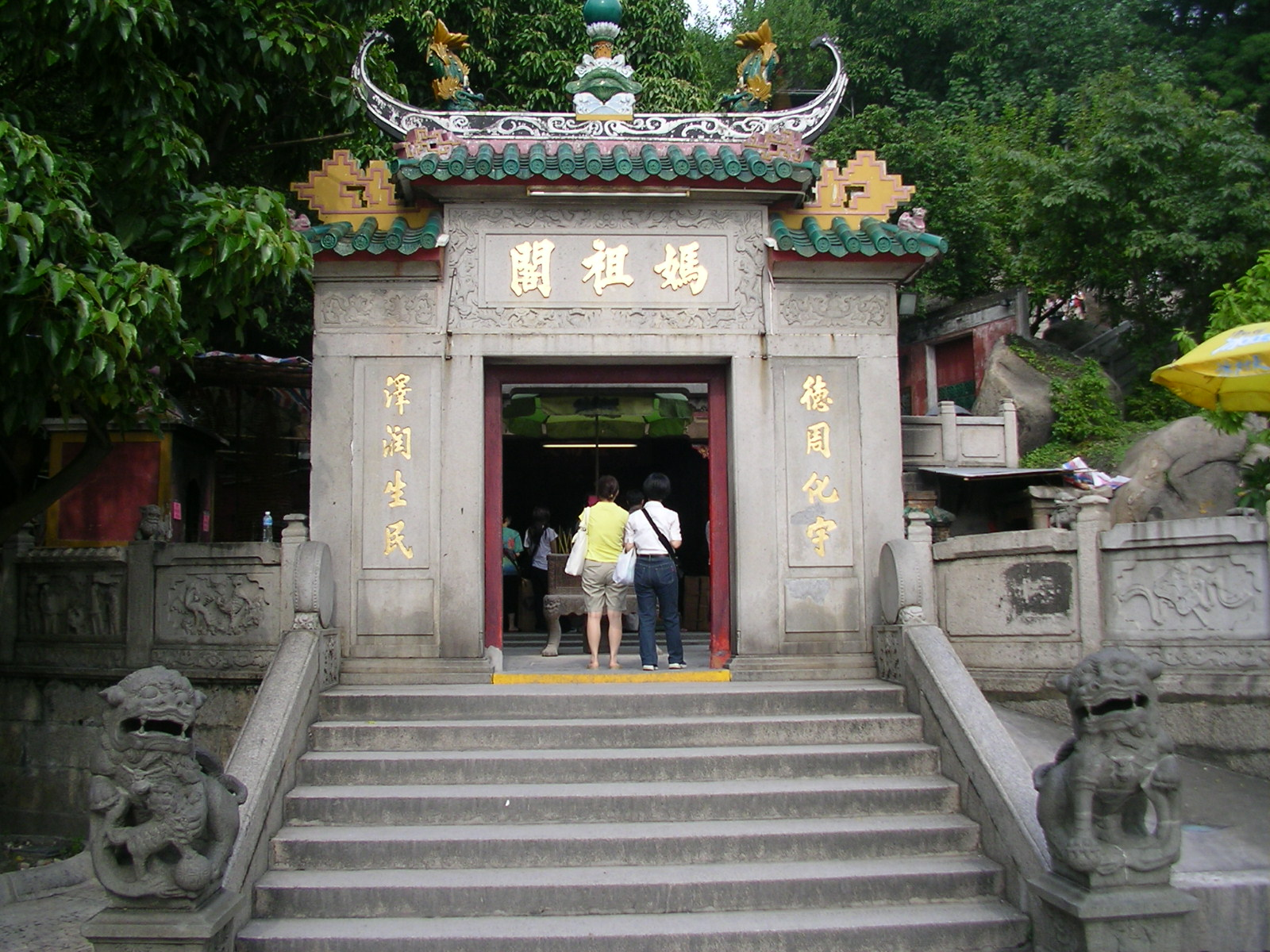
Świątynia A-Ma została wzniesiona w 1448 roku i poświęcona jest bogini Mazu

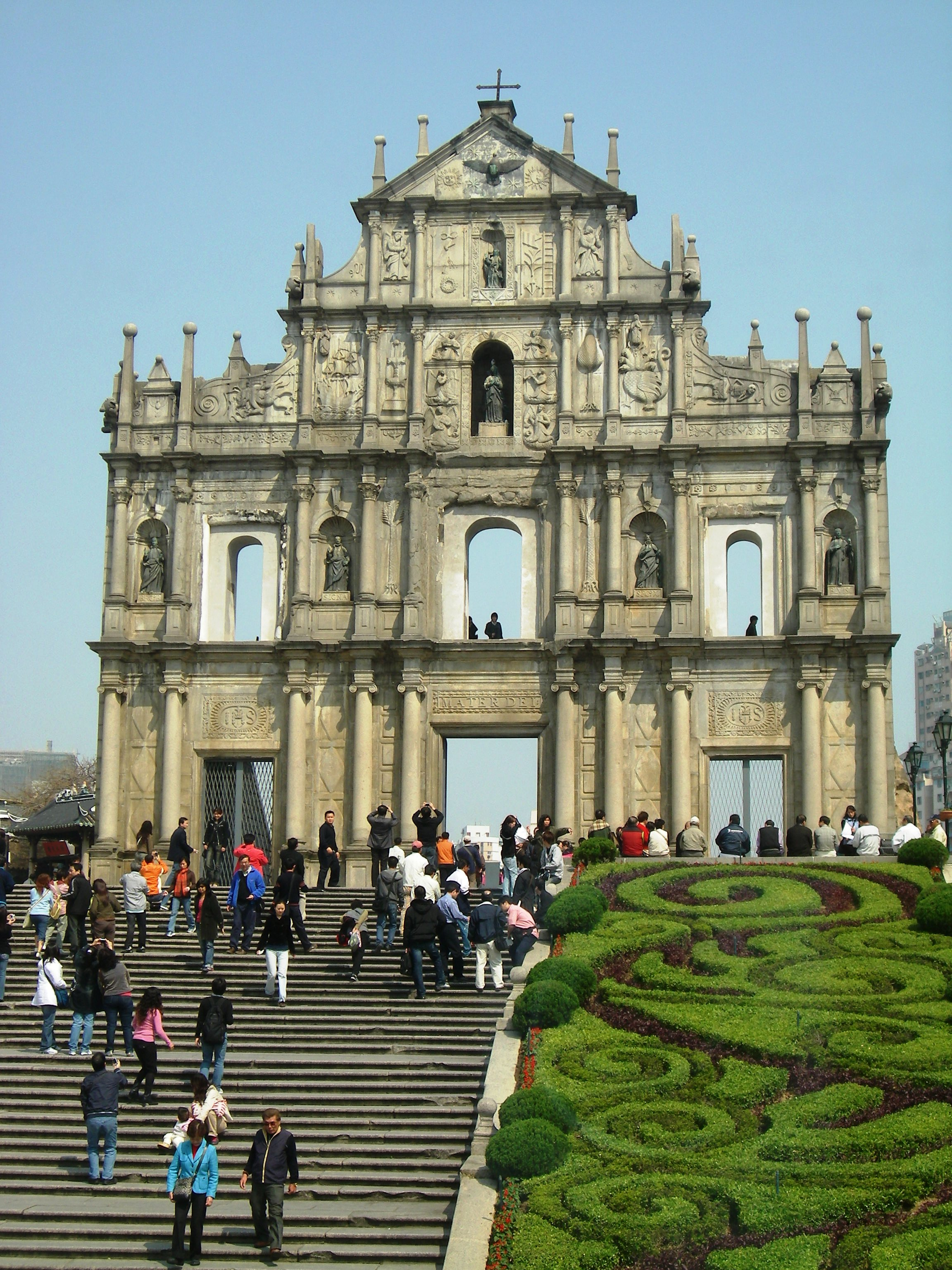
Fasada katedry św. Pawła

Makau jest najgęściej zaludnionym obszarem na świecie, o gęstości zaludnienia wynoszącej 18 380 osób na kilometr kwadratowy w 2009 roku. 95% populacji Makau stanowią Chińczycy; kolejne 2% to ludność pochodzenia portugalskiego i/lub chińsko-portugalskiego. Według spisu ludności z 2006 roku 47% mieszkańców urodziło się w Chinach kontynentalnych, z czego 74,1% w prowincji Guangdong i 15,2% w prowincji Fujian. 42,5% mieszkańców urodziło się w Makau, a w Hongkongu, na Filipinach i w Portugalii odpowiednio 3,7%, 2,0% oraz 0,3%.
Wzrost liczby ludności Makau spowodowany jest głównie przez napływ imigrantów z Chin kontynentalnych i zagranicznych pracowników, ponieważ przyrost naturalny Makau jest jednym z najniższych na świecie. Według ostatnich badań przeprowadzonych przez amerykańską Central Intelligence Agency (CIA), Makau znajduje się w czołówce państw pod względem oczekiwanej długości życia, ze średnim wynikiem 84,38 lat. W Makau notuje się również jedną z najniższych wartości współczynnika umieralności niemowląt na świecie.
Największą liczbę zagranicznych pracowników (98 505) odnotowano w drugim kwartale 2008 roku, co stanowiło ponad 25% siły roboczej Makau. Niektórzy lokalni pracownicy uskarżają się na brak miejsc pracy ze względu na napływ taniej siły roboczej z zagranicy oraz na problem nielegalnej pracy. Kolejną kwestią są rosnące różnice w dochodach mieszkańców. Współczynnik Giniego, który stosuje się do liczbowego wyrażania nierównomiernego rozkładu dóbr, w szczególności nierównomiernego rozkładu dochodu (niska wartość oznacza mniejsze nierówności w dochodach), wzrósł w Makau z 0,43 w 1998 do 0,48 w 2006; to więcej niż w pobliskich regionach, np. Chinach kontynentalnych (0,447), Korei Południowej (0,316) oraz Singapurze (0,425).

### Języki

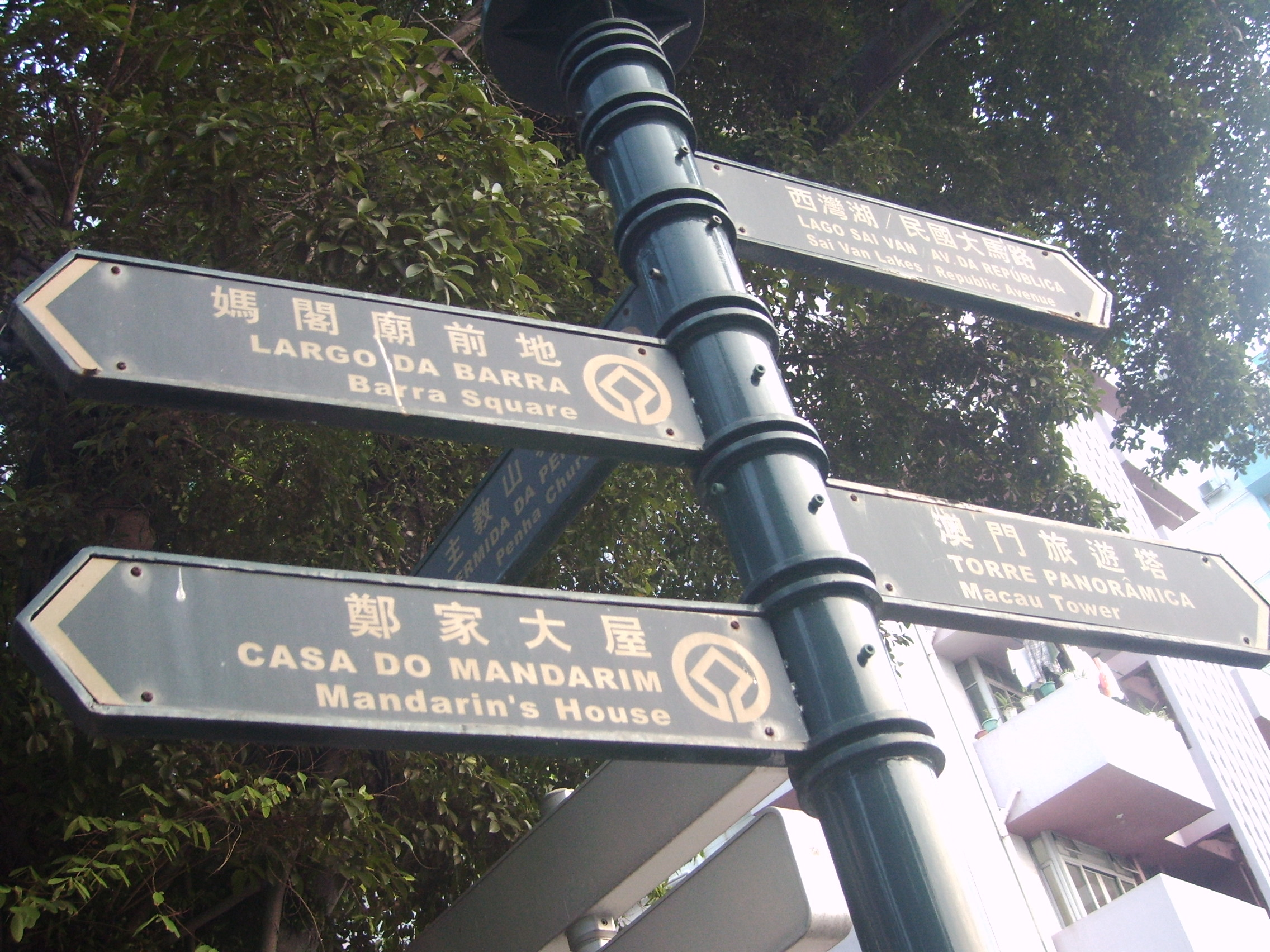
Oznaczenia w języku chińskim, portugalskim i angielskim

Zarówno chiński (kantoński), jak i portugalski są językami urzędowymi w Makau. Według danych z 2006 roku 85,7% mieszkańców posługuje się na co dzień językiem kantońskim, 6,7% dialektami chińskiego, 0,6% językiem portugalskim, 3,2% językiem mandaryńskim, 1,5% językiem angielskim. 2,3% mieszkańców Makau posługuje się innymi językami.
Dialekt języka portugalskiego jest zbliżony do europejskiego portugalskiego. Inne języki, takie jak mandaryński, angielski i hokkien są używane tylko przez niektóre lokalne społeczności. Kreolskim językiem Makau, znanym głównie jako Patuá, wciąż posługuje się kilkudziesięciu mieszkańców.

### Religie
Większość ludności chińskiej wyznaje tradycyjne religie chińskie, które są połączeniem buddyjskich, konfucjańskich i taoistycznych praktyk religijnych. W Makau istnieje spora wspólnota chrześcijańska, katolicy i protestanci stanowią odpowiednio 7% i 2% populacji regionu. Ponadto 17% mieszkańców wyznaje buddyzm mahajany.
Struktura religijna kraju w 2010 roku według Pew Research Center:
- religie chińskie – 58,9%
- buddyzm – 17,3%
- bez religii – 15,4%
- katolicyzm – 5,3%
- protestantyzm – 1,7% (głównie: kościoły lokalne)
- inni chrześcijanie – 0,2%
- islam – 0,2%
- inne religie – 1%.

## Gospodarka

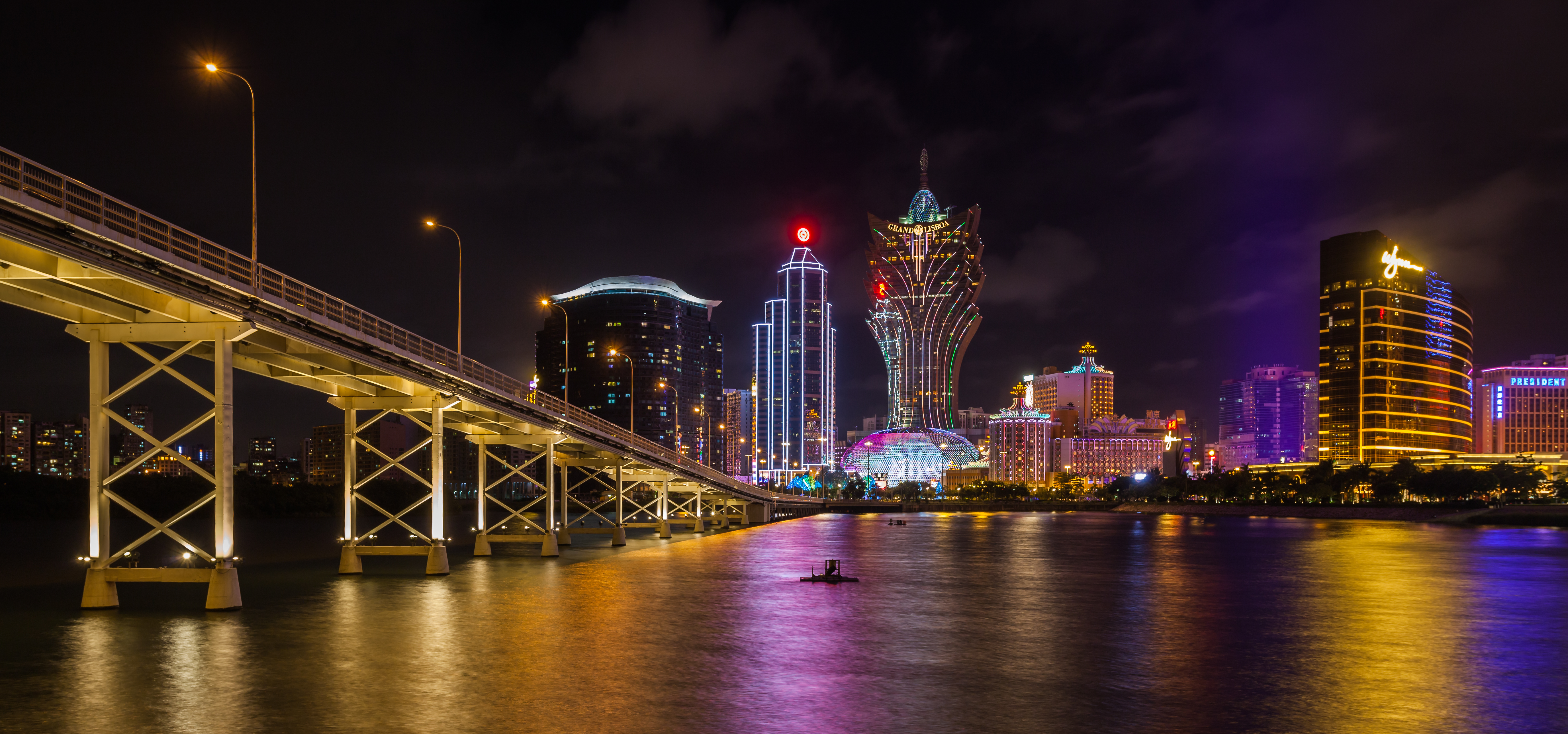
Makau nocą, widok z jeziora Nam Van

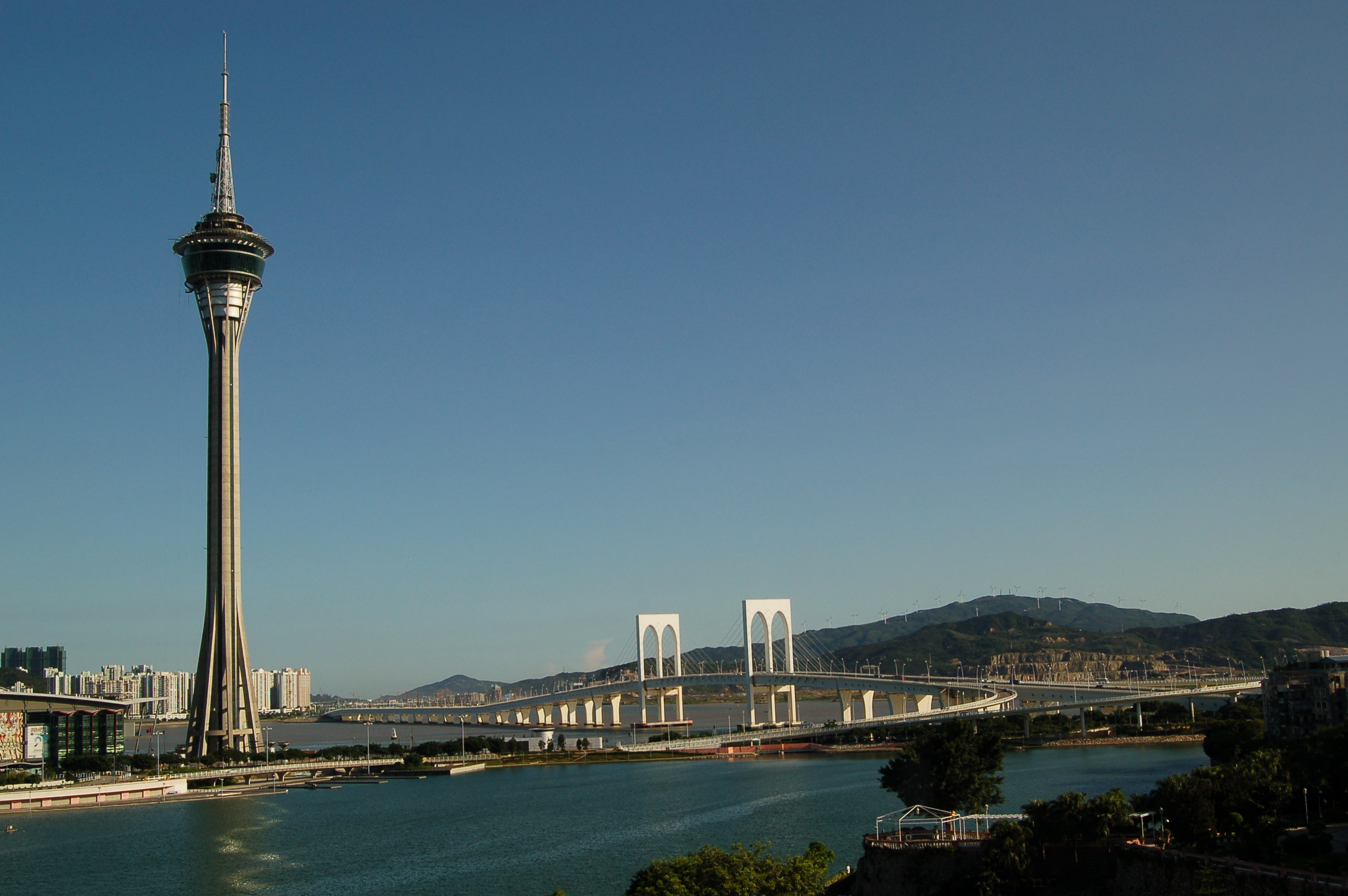
Wieża telewizyjna i most Sai Van

Gospodarka Makau opiera się przede wszystkim na turystyce; 14,6% wszystkich pracowników jest zatrudnionych w hotelach i restauracjach, a 10,3% pracuje w branży hazardowej. Wraz z powstawaniem nowych kasyn, hoteli itp., spada zatrudnienie w przemyśle, przez co rząd stara się ściągać pracowników z sąsiednich regionów. Liczba osób odwiedzających Makau wyniosła w 2010 roku prawie 25 mln z czego ponad 50% wszystkich turystów stanowili Chińczycy z Chin kontynentalnych, a niespełna 30% to turyści z Hongkongu. W 2015 roku Makau odwiedziło 14,308 mln turystów (1,8% mniej niż w roku poprzednim), generując dla niego przychody na poziomie 31,303 mld dolarów.
Ważnymi dziedzinami gospodarki Makau są: nastawiona na eksport produkcja odzieży i tekstyliów, bankowość i pozostałe usługi finansowe. Przemysł odzieżowy dostarcza ok. trzech czwartych całego dochodu pochodzącego z eksportu. Szacuje się, że hazard i branża hotelarsko-turystyczna stanowi ponad 50% PKB Makau oraz 70% wszystkich dochodów rządu Makau.
Makau jest członkiem założycielem Światowej Organizacji Handlu i utrzymuje stosunki gospodarczo-handlowe z ponad 120 państwami i regionami, a w szczególności z Unią Europejską i krajami portugalskojęzycznymi; Makau należy też do Międzynarodowego Funduszu Walutowego. Bank Światowy klasyfikuje gospodarkę Makau jako wysoce rozwiniętą; PKB na jednego mieszkańca wyniosło w 2009 roku 38 968 dolarów amerykańskich. W 1999 roku, po przekazaniu Makau, nastąpił gwałtowny wzrost liczby turystów z kontynentalnej części Chin, spowodowany zmniejszeniem ograniczeń w podróżowaniu. Wraz z liberalizacją rynku gier i hazardu w Makau, który jest źródłem znaczących inwestycji, zanotowano wzrost gospodarczy w latach 2001–2006, wynoszący ok. 13,1% rocznie.
Ważnym elementem gospodarki specjalnego regionu administracyjnego jest hazard. Od 1962 roku branża hazardowa w Makau obsługiwana była tylko i wyłącznie przez należącą do Stanleya Ho spółkę Sociedade de Turismo e Diversões de Macau, która uzyskała od rządu monopol na prowadzenie kasyn. Monopol zakończył się w 2002 roku. Od tego momentu do Makau zaczęli ściągać zagraniczni operatorzy kasyn. Rząd Makau zagwarantował koncesje na prowadzenie działalności hazardowej sześciu spółkom: Sociedade de Turismo e Diversões de Macau, Wynn Resorts, Las Vegas Sands, Galaxy Entertainment Group, spółce MGM Mirage z Pansy Ho (córką Stanleya Ho) oraz spółce Melco z Publishing and Broadcasting Limited. Wraz z napływem zagranicznego kapitału i turystów z Chin (Makau jest jedynym miejscem w Chińskiej Republice Ludowej, gdzie obywatele mogą legalnie uprawiać hazard) Makau stało się największym centrum hazardu na świecie.
Makau jest również centrum finansowym i rajem podatkowym z portem wolnocłowym bez ograniczeń dewizowych. Instytucją sprawującą nadzór finansowy jest Autoridade Monetária de Macau (ang. Monetary Authority Macau), natomiast Instituto de Promoção do Comércio e do Investimento de Macau (ang. Macau Trade and Investment Promotion Institute) świadczy usługi w zakresie inwestycji w Makau.
Zgodnie z zapisami w Ustawie Zasadniczej Makau, przy sporządzaniu budżetu rząd zobowiązany jest dążyć do osiągnięcia równowagi budżetowej i uniknąć deficytu. Wszystkie dochody budżetowe Makau zarządzane są przez sam region i nie są przekazywane do budżetu państwowego ChRL. Rząd ChRL nie pobiera również w Makau żadnych podatków.
Makau posiada własną walutę – patacę (MOP).

## Transport

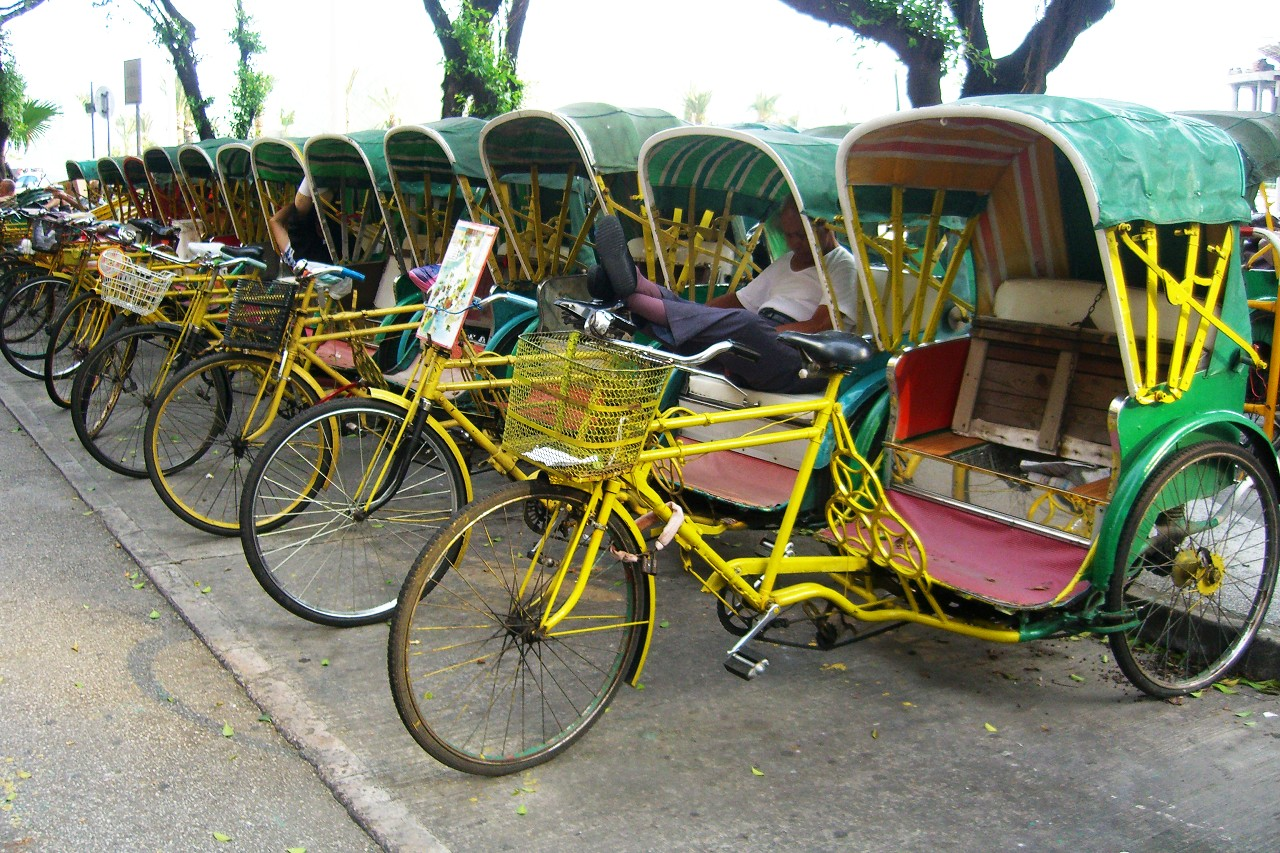
Riksze stanowiły niegdyś jeden z głównych środków transportu w Makau, jednak obecnie wykorzystywane są tylko do zwiedzania

Specjalny region administracyjny posiadał w 2009 roku ponad 300 km dróg asfaltowych. W Makau, w przeciwieństwie do Chin kontynentalnych, obowiązuje ruch lewostronny. Istnieje dobrze rozwinięta sieć transportu publicznego łącząca półwysep Makau, Cotai, wyspę Taipa i wyspę Coloane. Autobusy i taksówki stanowią w Makau główny środek transportu publicznego. Komunikację autobusową w Makau obsługują dwa przedsiębiorstwa – Transmac (Transportes Urbanos de Macau) i Sociedade de Transportes Colectivos de Macau (dawniej Companhia de
Transporte de Passageiros entre Macau e as Ilhas). W Makau dostępne są także riksze, jednak najczęściej wykorzystuje się je do celów turystycznych.
Makau posiada trzy główne porty. Znajdujący się na wschodnim wybrzeżu półwyspu Porto Exterior obsługuje przede wszystkim promy. Położony na zachodnim wybrzeżu półwyspu Makau Porto Interior pełni funkcję portu przeładunkowego. Działa tam także terminal promowy, jednak mogą go użytkować tylko przewoźnicy posiadający specjalną licencję. Ponadto na wyspie Coloane funkcjonuje port Ka Ho z nabrzeżem kontenerowym i terminalem paliwowym.
Transport dla pasażerów podróżujących między Makau a Hongkongiem i Chinami kontynentalnymi oferują trzy terminale promowe – Porto Exterior, Taipa i Porto Interior. Do Hongkongu i Shenzhen można dotrzeć także helikopterem z heliportu Makau-Terminal Promowy.
W Makau funkcjonuje jedno lotnisko międzynarodowe, położone na wschodnim krańcu wyspy Taipa. Lotnisko stanowiło niegdyś miejsce przesiadki dla osób lecących z Chin na Tajwan, ale wraz z wprowadzeniem bezpośrednich lotów między tymi dwoma regionami, ruch pasażerski w tym zakresie zmalał. Port jest głównym węzłem dla linii lotniczych Air Macau oraz Viva Macau. W 2008 roku lotnisko obsłużyło ok. 5 milionów pasażerów i odprawiono na nim 100 tysięcy ton cargo.
22 października 2018 oddano do użytku most łączący Makau z Hongkongiem.

## Edukacja
W Makau edukacja obowiązkowa trwa 15 lat (obejmuje 3 lata przedszkola, 6 lat szkoły podstawowej oraz 6 lat szkoły średniej) i jest bezpłatna.
Makau nie posiada własnego systemu edukacji powszechnej; szkoły podstawowe i średnie stosują brytyjski, chiński lub portugalski system oświaty. W 2009 roku w regionie funkcjonowało 10 uczelni wyższych, z czego 4 publiczne, w tym największy, założony w 1981 roku Uniwersytet Makau. Według Programu Międzynarodowej Oceny Umiejętności Uczniów, międzynarodowego badania koordynowanego przez OECD, którego celem jest uzyskanie danych o umiejętnościach uczniów powyżej 15 roku życia, Makau zostało sklasyfikowane w 2006 odpowiednio na piątym i szóstym miejscu w rozumowaniu w naukach przyrodniczych i rozwiązywaniu problemów. Niemniej poziom wykształcenia w Makau jest niski w porównaniu z innymi regionami o wysokim dochodzie. Według spisu ludności 2006 tylko 51,8% mieszkańców powyżej 14 roku życia ma wykształcenie średnie, a 12,6% wykształcenie wyższe. Wskaźnik analfabetyzmu w regionie wynosi 6,5%. Analfabetami są głównie osoby starsze w wieku powyżej 65 lat; wśród młodszych mieszkańców, np. w przedziale wiekowym 15–29 lat, wskaźnik analfabetyzmu wynosi mniej niż 1%.
Jak zapisano w Ustawie zasadniczej, w rozdziale VI art. 121, rząd Makau powinien prowadzić własną politykę edukacyjną, włączając w to politykę dotyczącą systemu oświaty i jego zarządzania, języka nauczania, przydziału środków finansowych, systemu egzaminacyjnego, kwalifikacji edukacyjnych i przyznawania stypendiów, w celu wspierania rozwoju edukacji. Rząd powinien również, zgodnie z prawem, stopniowo wprowadzać system obowiązkowej edukacji. Organizacje wspólnotowe i osoby fizyczne, zgodnie z prawem, mogą podjąć różnego rodzaju przedsięwzięcia edukacyjne.

## Opieka zdrowotna
Makau obsługiwane jest przez jeden główny szpital publiczny (Szpital Conde S. Januário) i jeden główny szpital prywatny (Szpital Kiang Wu), oba leżące na półwyspie Makau, a także przez szpital uniwersytecki w Cotai, zwany Szpitalem Uniwersytetu Nauki i Technologii. Poza szpitalami, na terenie Makau działa wiele ośrodków zdrowia, które świadczą mieszkańcom bezpłatną, podstawową opiekę medyczną. Możliwe są tam również konsultacje w zakresie tradycyjnej medycyny chińskiej.
W Makau nie istnieje żadna uczelnia medyczna, więc wszystkie osoby chcące otrzymać wykształcenie i kwalifikacje medyczne muszą kształcić się poza Makau. Lokalne pielęgniarki są szkolone w Instytucie Politechnicznym Makau i Szkole Pielęgniarstwa Kiang Wu.
Biuro Zdrowia Makau odpowiada za koordynację działań między organizacjami publicznymi i prywatnymi w obszarze zdrowia publicznego oraz zapewnianie mieszkańcom podstawowej i specjalistycznej opieki medycznej, jak również zapobieganie chorobom i promocję zdrowia. W roku 2001 założono Centrum ds. Zapobiegania i Kontroli Chorób Makau, które monitoruje funkcjonowanie szpitali, ośrodków zdrowia, a także centrum transfuzji krwi w Makau. Centrum zajmuje się także profilaktyką chorób dotykających ludność, określaniem wytycznych dla szpitali i prywatnych podmiotów świadczących opiekę zdrowotną oraz wydawaniem licencji medycznych.

## Kultura

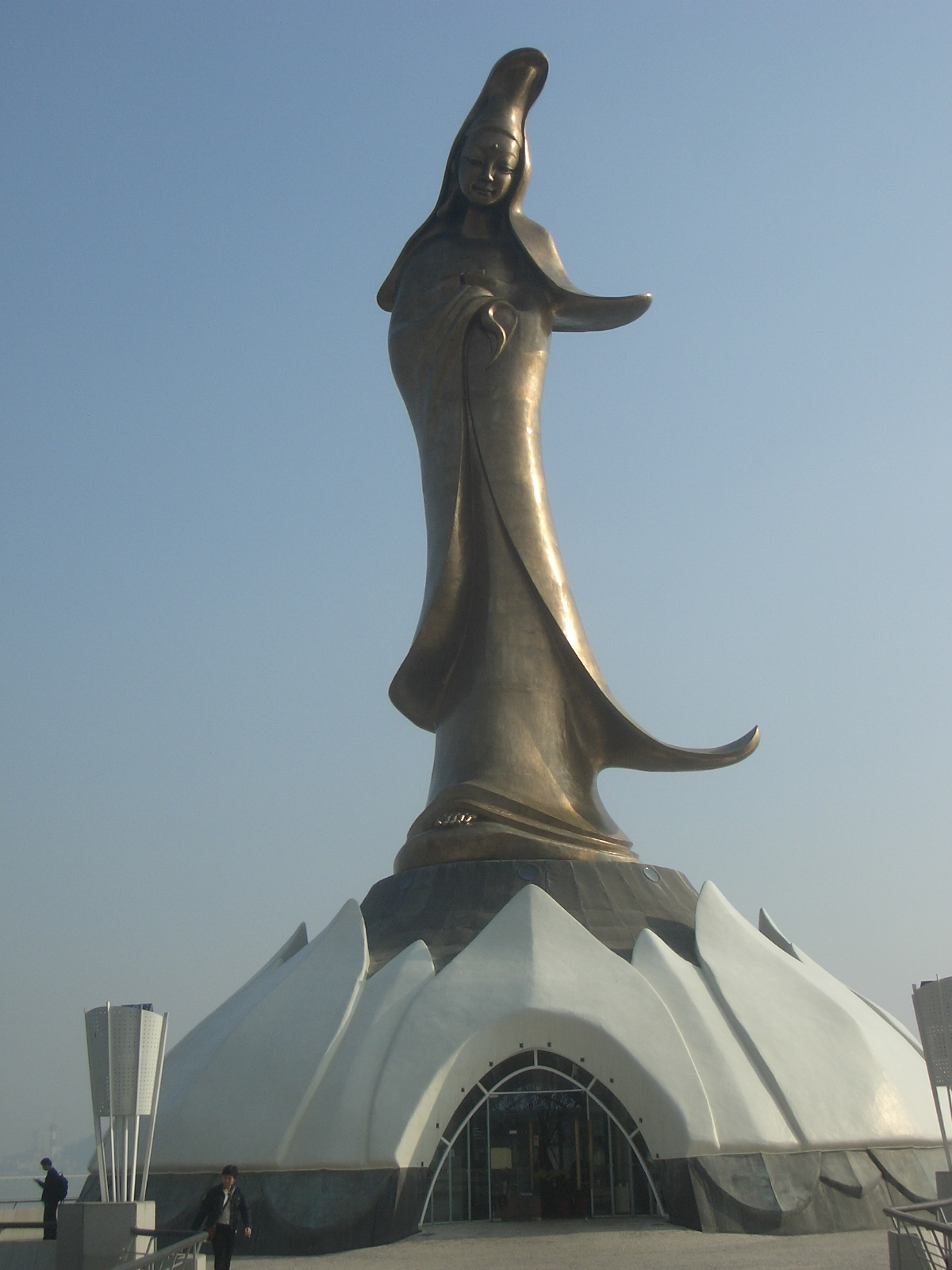
Posąg Guanyin – połączenie tradycyjnego wizerunku bogini Guanyin i Matki Bożej

Wzajemne mieszanie się chińskiej i portugalskiej kultury oraz różnych tradycji religijnych przez ponad cztery wieki spowodowało, że w Makau obchodzi się i organizuje wiele świąt i festiwali. Największym wydarzeniem roku jest odbywające się w listopadzie Grand Prix Makau, kiedy główne ulice na półwyspie Makau zamieniane są w tor wyścigowy. Innymi corocznymi imprezami są festiwal sztuki (Macau Arts Festival) organizowany w marcu, międzynarodowy konkurs fajerwerków (International Fireworks Display Contest) we wrześniu, międzynarodowy festiwal muzyki (International Music Festival) w październiku i/lub listopadzie oraz maraton międzynarodowy (Macau International Marathon) w grudniu.

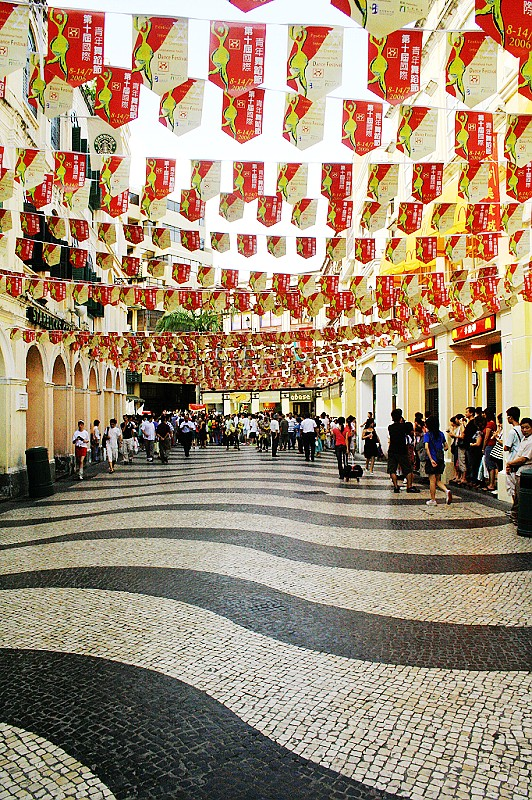
Portugalski chodnik (calçada) na placu Largo do Senado

Najważniejszym tradycyjnym świętem jest chiński Nowy Rok, który obchodzony jest zazwyczaj pod koniec stycznia lub na początku lutego. W lutym, w świątyni Pou Tai Un, na wyspie Taipa odbywa się święto Tou Tei, boga ziemi. Również w lutym odbywa się katolicka procesja Męki Pańskiej, która przemierza drogę z kościoła Igreja de Santo Agostinho do katedry Igreja da Sé.
Świątynia A-Ma ku czci bogini Mazu jest odwiedzana przez wielu wiernych podczas festiwalu A-Ma w kwietniu. W maju dużą popularnością cieszy się oglądanie tańca smoków na Festiwalu Pijanego Smoka lub rzeźb Buddy na Festiwalu Mycia Buddy. W tym samym czasie, we wsi Coloane obchodzi się święto taoistycznego boga Tan Gonga (kant. Tam Kung). W czerwcu organizowany jest Festiwal Smoczych Łodzi na jeziorze Nam Van, a na przełomie sierpnia i września odbywa się Festiwal Głodnych Duchów. Wszystkie wydarzenia i uroczystości w roku kończą się wraz z Przesileniem Zimowym w grudniu.
Lokalna kuchnia stanowi połączenie kuchni kantońskiej i portugalskiej. Wiele unikatowych potraw jest wynikiem mieszanek przyprawowych, których używali mieszkający w Makau Portugalczycy w celu przyrządzenia europejskich dań. W skład owych mieszanek wchodziły przyprawy i składniki z Europy, Ameryki Południowej, Afryki, Indii i Azji Południowo-Wschodniej, jak również lokalne chińskie produkty. Zazwyczaj do dań z Makau dodaje się różne przyprawy i aromaty, m.in. kurkumę, mleko kokosowe, cynamon, czy bacalhau, które nadają jedzeniu odpowiedni smak i zapach. Do najbardziej znanych potraw można zaliczyć Galinha à Portuguesa (kurczak po portugalsku), Galinha à Africana (kurczak po afrykańsku), Bacalhau, krewetki chili oraz smażony w ruchu krab curry. W Makau popularne są także bułeczki z kotletami, mleko imbirowe i tarta jajeczna po portugalsku.
W Makau zachowało się dużo historycznych budynków. Zabytkowe centrum Makau, które obejmuje około dwudziestu pięciu zabytków i placów, zostało oficjalnie wpisane na listę światowego dziedzictwa UNESCO w dniu 15 lipca 2005 roku, podczas 29. sesji Komitetu Światowego Dziedzictwa, która odbyła się w Durbanie, w Republice Południowej Afryki.

### Święta
Lista świąt w Makau zawarta w wydanym przez szefa administracji rozporządzeniu nr 60/2000:
| Data           | Święto                                                          | Nazwa chińska            | Nazwa portugalska                                                               |
| -------------- | --------------------------------------------------------------- | ------------------------ | ------------------------------------------------------------------------------- |
| 1 stycznia     | Nowy Rok                                                        | 元旦                     | Fraternidade Universal (Ano Novo)                                               |
| święto ruchome | Chiński Nowy Rok (trzy pierwsze dni)                            | 春節                     | Novo Ano Lunar                                                                  |
| święto ruchome | Qingmingjie                                                     | 清明節                   | Cheng Ming (Dia de Finados)                                                     |
| święto ruchome | Wielki Piątek                                                   | 耶穌受難日               | Morte de Cristo                                                                 |
| święto ruchome | Wielka Sobota                                                   | 復活節前日               | Véspera da ressurreição de Cristo                                               |
| 1 maja         | Święto Pracy                                                    | 勞動節                   | Dia do Trabalhador                                                              |
| święto ruchome | Urodziny Buddy                                                  | 佛誕節                   | Dia do Buda                                                                     |
| święto ruchome | Święto Smoczych Łodzi                                           | 端午節                   | Tung Ng (Barco Dragão)                                                          |
| święto ruchome | pierwszy dzień po Święcie Środka Jesieni                        | 中秋節翌日               | Dia seguinte ao Chong Chao (Bolo Lunar)                                         |
| 1 października | rocznica proklamowania Chińskiej Republiki Ludowej              | 中華人民共和國國慶       | Implantação da República Popular da China                                       |
| 2 października | dzień po rocznicy proklamowania Chińskiej Republiki Ludowej     | 中華人民共和國國慶翌日   | Dia seguinte à Implantação da República Popular da China                        |
| święto ruchome | Święto Podwójnej Dziewiątki                                     | 重陽節                   | Chong Yeong (Culto dos Antepassados)                                            |
| 2 listopada    | Dzień Zaduszny                                                  | 追思節                   | Dia de Finados                                                                  |
| 8 grudnia      | Niepokalane Poczęcie Najświętszej Maryi Panny                   | 聖母無原罪瞻禮           | Imaculada Conceição                                                             |
| 20 grudnia     | rocznica utworzenia Specjalnego Regionu Administracyjnego Makau | 澳門特別行政區成立紀念日 | Dia Commemorativo do Estabelecimento da Região Administrativa Especial de Macau |
| święto ruchome | Przesilenie zimowe                                              | 冬至                     | Solstício de Inverno                                                            |
| 24 grudnia     | Wigilia Bożego Narodzenia                                       | 聖誕節前日               | Véspera de Natal                                                                |
| 25 grudnia     | Boże Narodzenie                                                 | 聖誕節                   | Natal                                                                           |

## Sport
Do najpopularniejszych sportów uprawianych w Makau zalicza się piłkę nożną, lekkoatletykę, siatkówkę i hokej na rolkach. Popularne są także wyścigi psów i koni. Najważniejszym wydarzeniem sportowym jest organizowane corocznie Grand Prix Makau rozgrywane w listopadzie na ulicznym torze Guia Circuit na półwyspie Makau. Podczas Grand Prix odbywają się nie tylko wyścigi samochodowe (m.in. Formuła 3), ale także motocyklowe. Dużym zainteresowaniem cieszą się także organizowane w czerwcu, coroczne międzynarodowe wyścigi smoczych łodzi na jeziorze Nam Van, sierpniowe Grand Prix w piłce siatkowej kobiet i międzynarodowy maraton, który odbywa się w listopadzie lub grudniu, nieprzerwanie od 1981 roku.
Makau było gospodarzem wielu międzynarodowych imprez sportowych, m.in. mistrzostw świata w hokeju na wrotkach, Igrzysk Azji Wschodniej 2005, Mistrzostw Azji Juniorów w Lekkoatletyce 2006, Igrzysk Luzofonii 2006, Halowych Igrzysk Azjatyckich 2007 oraz finałów Grand Prix siatkarek 2001 i 2011.
Region posiada własną reprezentację w piłce nożnej zrzeszoną w Azjatyckiej Konfederacji Piłkarskiej. Drużyna regularnie rozgrywa spotkania na arenie międzynarodowej, jednak nie zakwalifikowała się nigdy do mistrzostw świata w piłce nożnej, ani do Pucharu Azji. W Makau organizowane są także piłkarskie rozgrywki ligowe. Makau posiada także męską reprezentację w piłce siatkowej, reprezentację w hokeju na wrotkach, która ośmiokrotnie triumfowała w Pucharze Azji oraz związek koszykarski zrzeszony w Międzynarodowej Federacji Koszykówki, który prowadzi reprezentacje kobiet i mężczyzn.
Makau nie bierze udziału w igrzyskach olimpijskich, jednak od 1988 roku wystawia zawodników na paraolimpiadę.
Makau jest członkiem Międzynarodowego Stowarzyszenia Federacji Lekkoatletycznych (IAAF).
Specjalny region administracyjny dysponuje rozwiniętą infrastrukturą sportową. Największym obiektem sportowym jest hala Macau East Asian Games Dome (140 tys. m²) na obszarze Cotai, która powstała specjalnie na Igrzyska Azji Wschodniej w 2005 roku. Obok hali znajdują się korty tenisowe, strzelnica i kręgielnia. Na wyspie Taipa mieści się kompleks olimpijski ze stadionem wielofunkcyjnym Estádio Campo Desportivo, halami i pawilonami sportowymi oraz pływalnią. Na wyspie Coloane znajdują się pole golfowe i tor gokartowy o długości 1,2 km. Na półwyspie Makau znajdują się pojedyncze, nieduże kompleksy sportowe oraz jezioro Nam Van z wydzielonymi torami o długości 500 m, na którym rozgrywane są wyścigi smoczych łodzi.